# Ramal ferroviario Ayacucho-San Agustín-Tamangueyú-Quequén-Necochea
El Ramal Ayacucho - San Agustín - Tamangueyú - Quequén - Necochea pertenece al Ferrocarril General Roca, Argentina.

## Ubicación
Se halla íntegramente en la provincia de Buenos Aires, atravesando los partidos de Ayacucho, Balcarce, Lobería y Necochea.

## Características
Es un ramal de la red secundaria interregional del Ferrocarril General Roca con una extensión de 194 km entre la ciudad de Ayacucho y las ciudades de Necochea y Quequén.

## Servicios
No presta servicios de pasajeros entre sus cabeceras.
Las vías están concesionadas a la empresa de cargas Ferrosur Roca.

## Imágenes

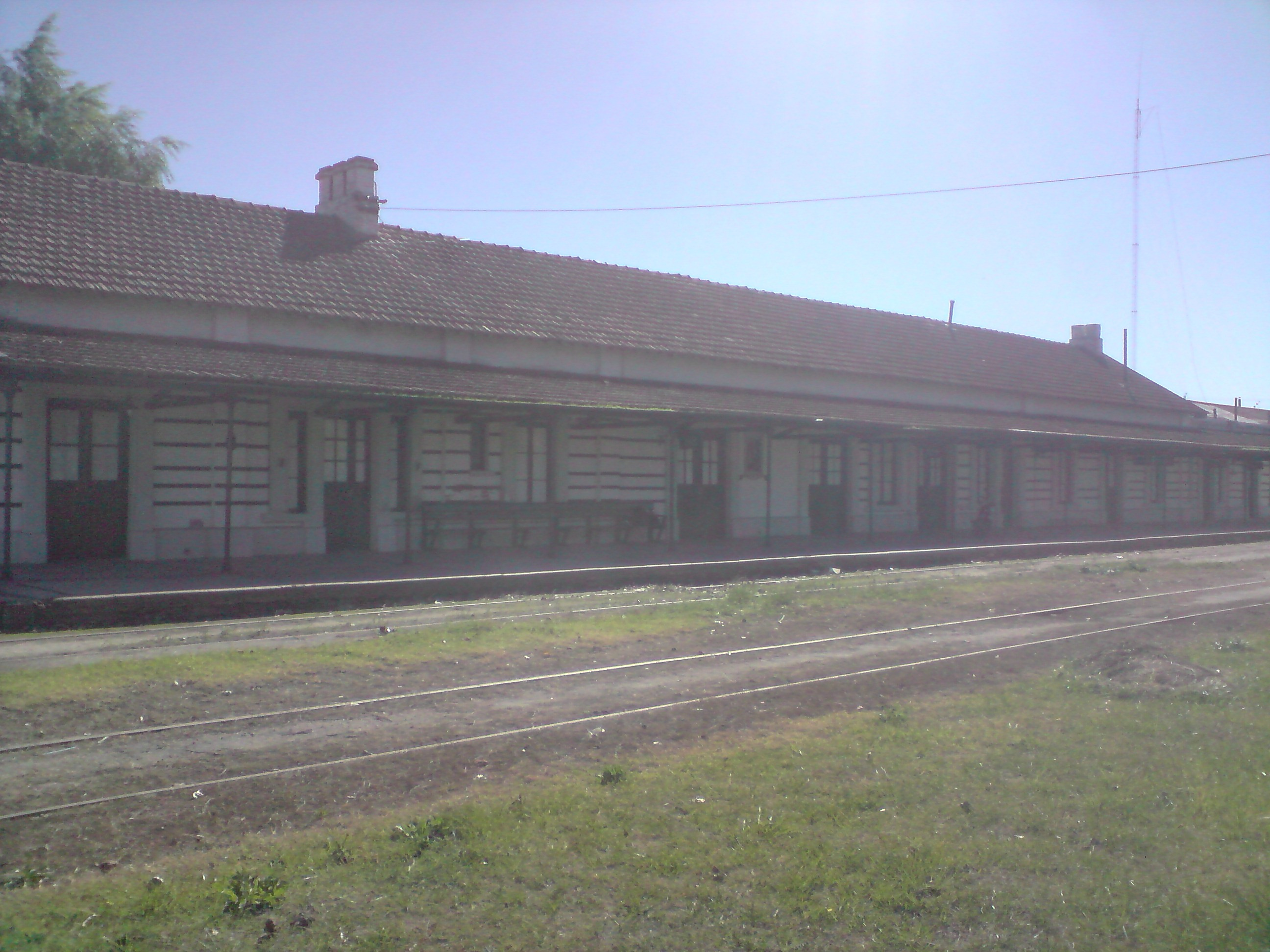
Estación Ayacucho
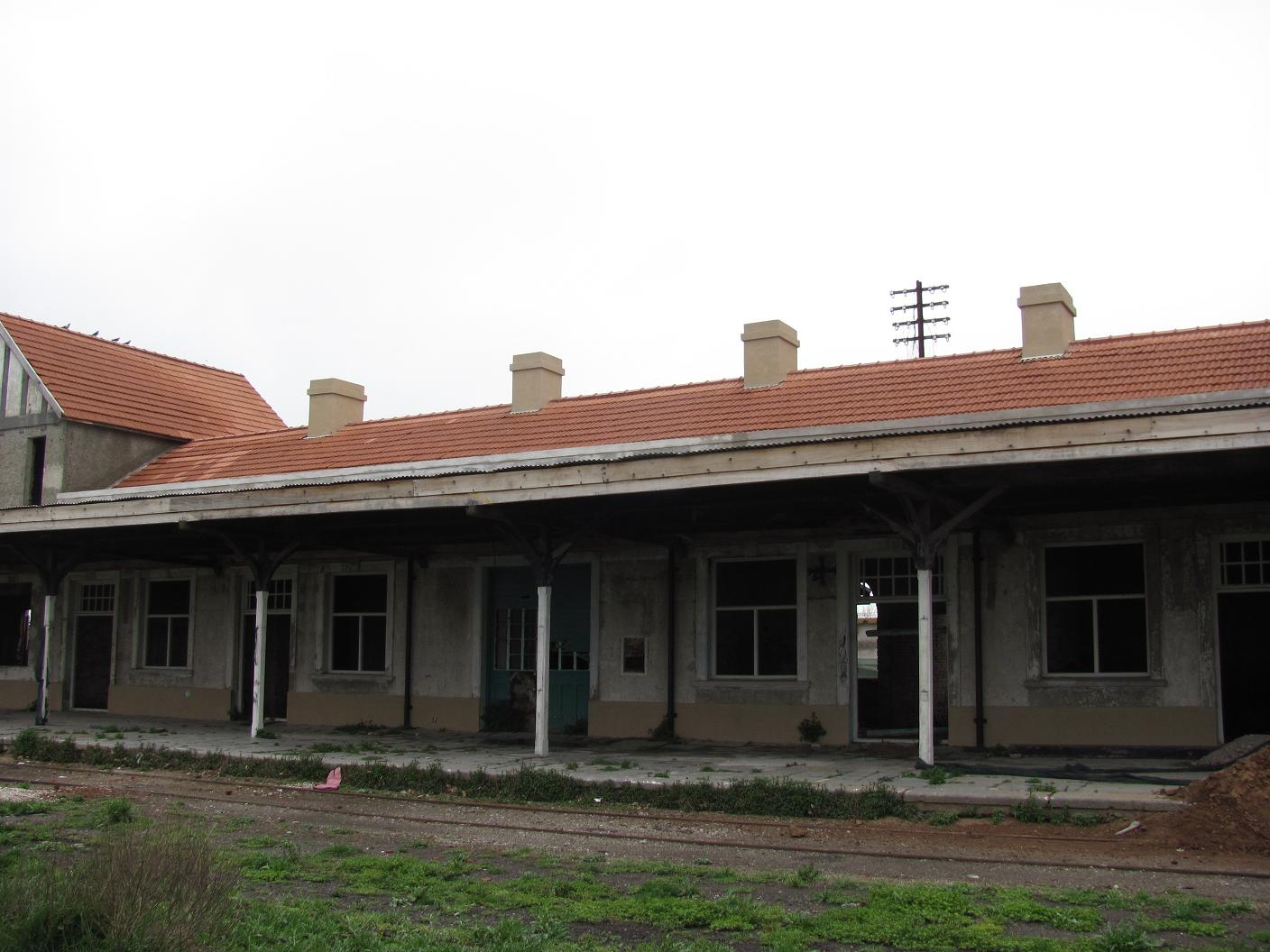
Estación Balcarce